# Corydalis raddeana
Corydalis raddeana är en vallmoväxtart som beskrevs av Eduard August von Regel. Corydalis raddeana ingår i släktet nunneörter, och familjen vallmoväxter. Inga underarter finns listade i Catalogue of Life.

## Bildgalleri

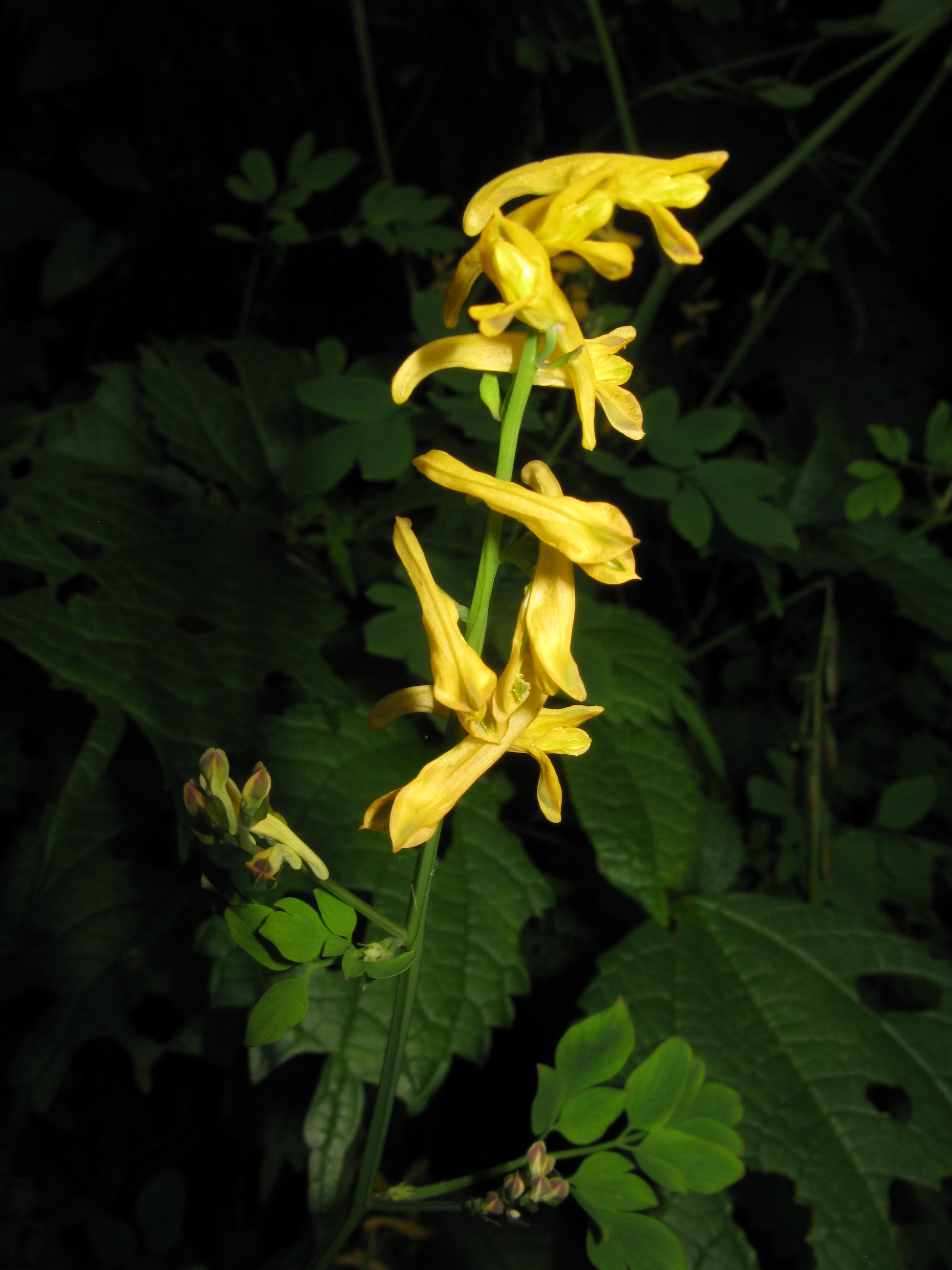
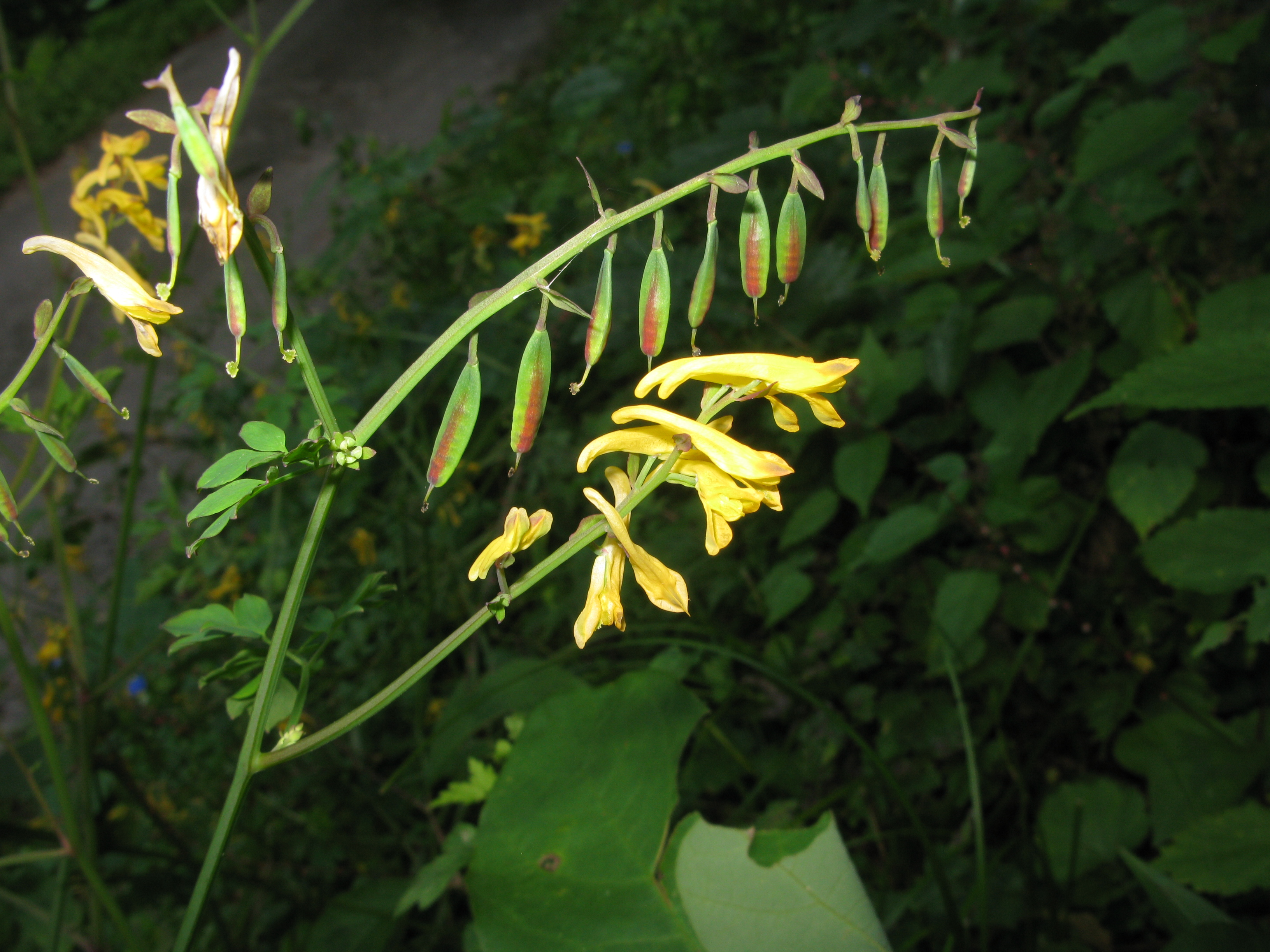
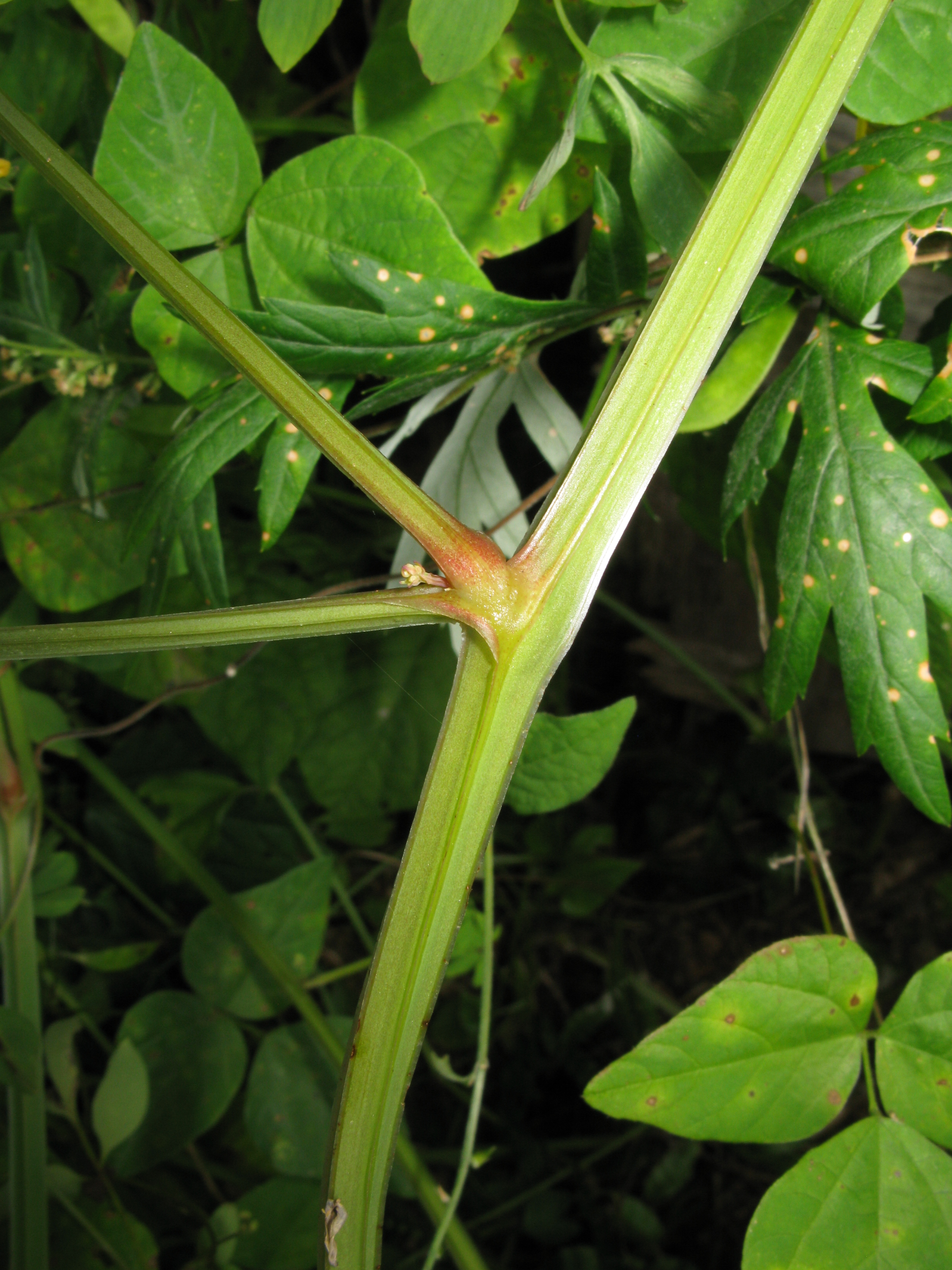
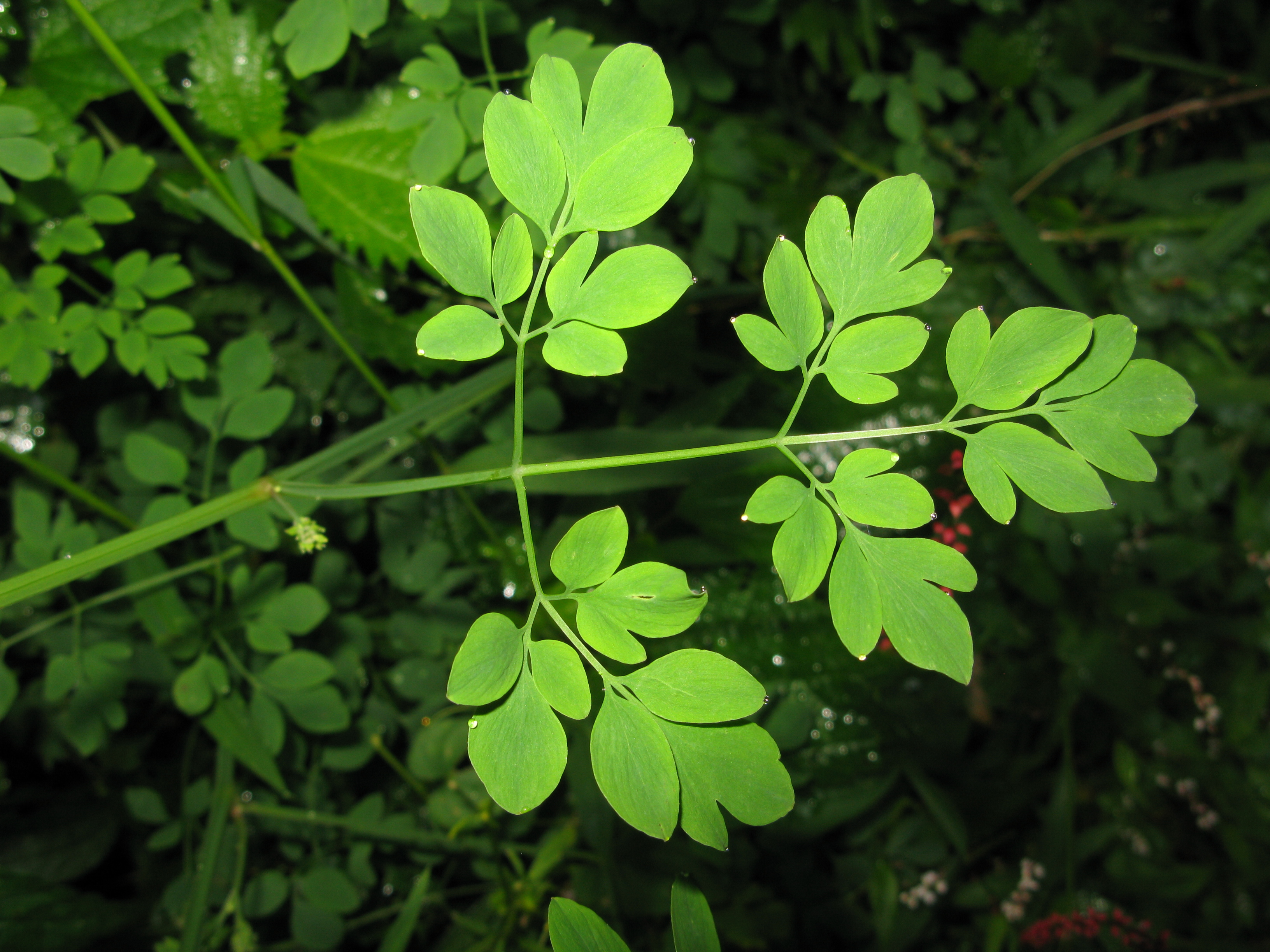